# Hutha
Hutha je vesnice, místní část města Olbernhau v německé spolkové zemi Sasko. Nachází se v zemském okrese Krušné hory a má 35 obyvatel.

## Geografie
Vesnice se nachází v Sasku v lesním pásu Krušných hor. Leží asi 5 km východně od vsi Pockau a od roku 2008 je součástí zemského okresu Krušné hory. Z Huthy vede místní silnice do Hallbachu, opačným směrem pak do Forchheimu.

## Historie
První písemná zmínka pochází z roku 1445, kdy byla na tomto místě sklárna ve vlastnictví šlechtického rodu Schönbergů z Purschensteinu. Koncem 15. století bylo místo opuštěno. V roce 1639, kdy Hutha patřila k panství Dörnthal, se na několika zdejších zemědělských usedlostech chovala telata a ovce, farmy však byly zpustošeny třicetiletou válkou a poté jejich ruiny zarostly lesem.

## Exulanti
V době pobělohorské se kvůli rekatolizaci obyvatelé z českého pohraničí přesouvali na opačnou stranu hranice a zakládali nové kolonie. Okolo Huthy existovaly už exulanty založené obce Neuwernsdorf, Wernsdorf a Rauschebach. Dne 15. března 1672 Caspar von Schönberg požádal o povolení výstavby kolonie Hutha v místech, kde původně stávala. Jednalo se o jeho pozemky, kterých se chtěl, ve prospěch exulantů, vzdát. V témže roce byl jeho plán (s výhradami) schválen. Exulanti byli na tři roky osvobozeni od všech poplatků, daní a byla jim vyměřena půda o rozloze 80 dvojitých kroků délky krát 40 dvojitých kroků šířky. Osm rodin osadníků Huthy spadalo pod farnost v Hallbachu a soudní spory příslušely Dörnthalu.